# Forsteronia umbellata
Espèce
Classification APG III (2009)
Synonymes
- Apocynum umbellatum Aubl. - Basionyme
- Forsteronia schomburgkii var. umbellata (Aubl.) A. DC.
- Thenardia umbellata (Aubl.) Spreng.[1]

Forsteronia umbellata est une espèce de plantes à fleurs de la famille des Apocynaceae (famille des pervenches). C'est une liane ligneuse rarae néotropicale. 
En Guyane, elle est connue sous le nom de Ɨpɔlkalawata (Wayãpi).

## Statut
Forsteronia umbellata a le statut d'espèce déterminante ZNIEFF en Guyane.

## Description
Forsteronia umbellata est une liane ligneuse pouvant atteindre 20 m de long. L'écorce est brune, lisse. La jeune tige finement ferrugineuse, devient glabre et nettement lenticellée en vieillissant. Le pétiole long de 0,8 à 1 cm. Les feuilles pubescentes, subcordées, très discolores : la face inférieure est grisâtre, très tomenteuse sur les nervures, avec 2-3 colléters à la base de la nervure primaire. Le limbe coriace, mesure 5-10,5 x 2,8-7 cm, avec un apex très abruptement et brièvement acuminé. L'inflorescence est terminale, pyramidale-thyrsiforme, sub-ombellée, sub-globuleuse à hémisphérique, est plus courte que les feuilles sous-jacentes. Les sépales sont ovales, longs de 0,1-0,2 cm, aigus, densément pubérulents sauf sur la marge. Les colléters y sont très petits. La corolle violette, forme un tube long d'environ 1 mm, (avec des lobes d'environ 3 mm de long), poilu à l'extérieur (sauf sur la marge) et à l'intérieur. Les étamines sont longues de 1,5–2 mm. Les anthères sont barbelés aux extrémités. Le disque est vert pâle. L'ovaire ovoïde mesure environ 0,7 mm de long, et est hirtelleux. Les fruits sont des follicules subcylindriques, divaricatés, glabres, et lenticellés,.
Elle produit un latex blanc collant comme les autres Forsteronia.

## Répartition
On rencontre Forsteronia umbellata dans quelques régions du nord-est de l'Amérique du Sud : Venezuela (Amazonas), Guyane, Brésil (Amazonas, Pará).

## Écologie
Il s'agit d'une espèce rare connue d'un nombre restreint de localités,. On le rencontre au Venezuela dans les savanes rocheuses, jusqu'à 200 mètres d'altitude, et en Guyane, dans quelques forêts ripicoles et forêts basses sur sol sableux de l'intérieur, et des forêts de la région de Cayenne. Elle fleurit d'octobre à janvier et fructifie en février.

## Histoire naturelle
En 1775, le botaniste Aublet rapporte ceci, à propos de cet arbre, dans son « HISTOIRE DES PLANTES DE LA GUIANE FRANÇOISE » : 
« APOCYNUM (umbellatum) foliis ovato-acuminatis, ſubtùs tomentoſis ; floribus purpuraſcentibus. (TABULA 108.) 

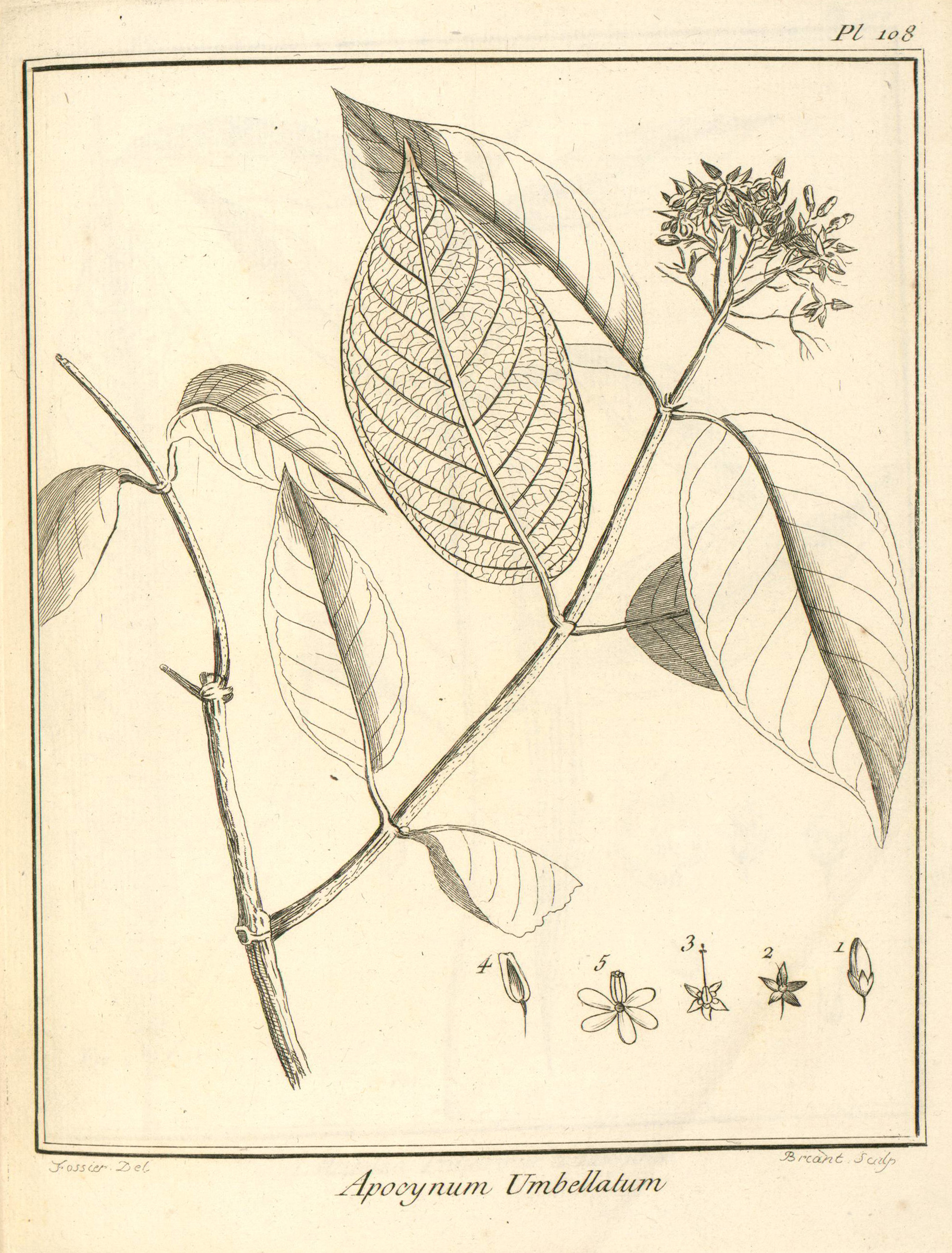
Forsteronia umbellata d'après Aublet, 1775
(On a repréſenté un rameau de grandeur naturelle ; & on a groſſi les parties de la fleur. - 1. Bouton de fleur. - 2. calice. - 3. calice. Diſque. Étamine. Style. Stigmate. - 4. Corolle. Examines réunies.)

Frutex, ramos plures, volubiles, ſuprà arbores vicinas ſcandentes è trunco emittens. Folia oppoſita, ovato-acuta, integerrima, ſupernè glabra, viridia, infernè tomentoſa, cinerca, brevi fiolata. Flores corymboſi, terminates ; pedunculi partiales bracteis duabus muniti ut & pedunculus ſinguli floris ; corolla purpurea. Fructus deſideratur. 
Florebat Januario. 

Habitat propè prædium Loyola inſulæ Caïennæ. »

« L’APOCIN à ombelle.
Cet arbrisseau a un tronc de trois ou quatre pouces de diamètre, & qui diminue de groſſeur à meſure qu'il s'élève. Il jette des branches ſarmenteuſes, noueuſes, rameuſes, qui s'étendent & ſe répandent sur la cime des grands arbres. L'écorce du tronc eſt cendrée. Le bois eſt blanchâtre & peu compacte. Les rameaux ſont garnis de feuilles deux à deux, oppoſées & diſpoſées en croix. Elles ſont vertes, liſſes en deſſus, terminées en pointe : leur pédicule eſt court. 
Les fleurs naiſſent par bouquets en forme d'ombelle à l'extrémité des rameaux. Chaque branche du bouquet porte à ſa naiſſance deux petites écailles oppoſées, & chaque pédoncule des fleurs en a pareillement deux. 
Le calice eſt vert, d'une ſeule pièce, diviſé en cinq parties aiguës. 
La corolle eſt monopétale, de couleur purpurine : ſon tube eſt très court: ſon limbe eſt partagé en cinq lobes arrondis. Elle eſt attachée autour d'un diſque verdâtre qui porte le piſtil. 
Les étamines ſont au nombre de cinq placées à l'entrée du tube de la corolle, entre ſes diviſions. Leur filet eſt large, très court. Les anthères ſont longues, droites, réunies enſemble, & forment un tube : elles ſont à deux bourſes qui s'ouvrent dans la cavité du tube. 
Le piſtil eſt ſurmonté d'un style termine par un stigmate qui reſſemble à une bobine ; il bouche l'orifice du tube forme par les étamines. 
Je n ai pas vu l'ovaire dans ſa maturité. 
Toutes les parties de cet arbriſſeau coupées ou déchirées, rendent abondamment un flic laiteux. 
Je l'ai trouvé en fleur dans le mois de Janvier. Il croiſſoit ſur des arbres qui bordent l'enclos de l'habitation de Loyola, dans l'île de Caïenne. »

— Fusée-Aublet, 1775.